# Limbella fryei
Espèce
Classification phylogénétique
Statut de conservation UICN

 CR  : 
En danger critique
Limbella fryei est une espèce de plante du genre Limbella et de la famille des Amblystegiaceae.